# مایکرو رومرو
مایکرو رومرو (انگلیسی: Maikro Romero؛ زادهٔ ۹ دسامبر ۱۹۷۲) بوکسور اهل کوبا بود.